# Бор-Кособулат
Бор-Кособулат — село в Угловском районе Алтайском крае. Входит в состав Шадрухинского сельсовета.

## История
Основано в 1884 году. В 1928 году посёлок Боро-Кособулат состоял из 107 хозяйств, основное население — киргизы. В административном отношении являлся центром Боро-Кособулатского сельсовета Угловского района Рубцовского округа Сибирского края.

## Население
| 1926 | 1997 | 1998 | 1999 | 2000 | 2001 | 2002 |
| ---- | ---- | ---- | ---- | ---- | ---- | ---- |
| 448  | ↘160 | ↗186 | ↘177 | ↘155 | ↗183 | ↘166 |
| 2003 | 2004 | 2005 | 2006 | 2007 | 2008 | 2009 |
| ↘165 | ↘142 | ↘138 | ↘125 | ↗126 | ↘113 | ↘108 |
| 2010 | 2011 | 2012 | 2013 |      |      |      |
| ↘103 | ↘100 | ↗101 | ↘87  |      |      |      |

## Улицы
В посёлке имеются две улицы: Лесная и Песчаная.